# Jonas Dereškavičius
Jonas Dereškavičius (ur. 11 sierpnia 1952 w Kownie) – radziecki kierowca wyścigowy.

## Kariera
Swoją karierę rozpoczynał od startów w Formule Easter, ponadto w ramach Litewskiej Formuły 1 wygrał wyścig na torze Nemanskoje Kolco w 1974 roku. W 1975 roku zadebiutował w Sowieckiej Formule 3. W roku 1976 rozpoczął starty samochodami turystycznymi. Rok później zdobył tytuł wicemistrzowski ZSRR w klasie IV. W tym samym roku zadebiutował w Pucharze Pokoju i Przyjaźni, zajmując piąte miejsce w klasyfikacji generalnej. W roku 1979 zajął dwunaste miejsce w klasyfikacji, zaś w sezonie 1980 – dziesiąte. Ponadto w 1980 roku zajął siódme miejsce w mistrzostwach ZSRR.